# Stockbrot

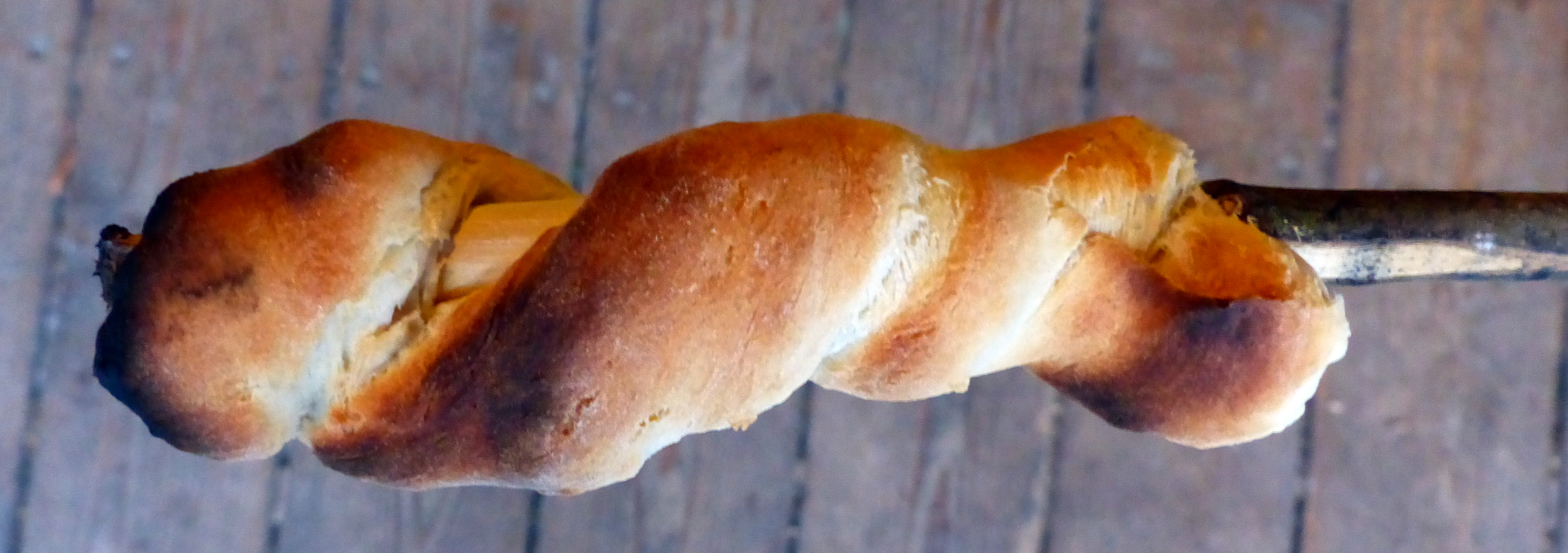
Stock- bzw. Knüppelbrot

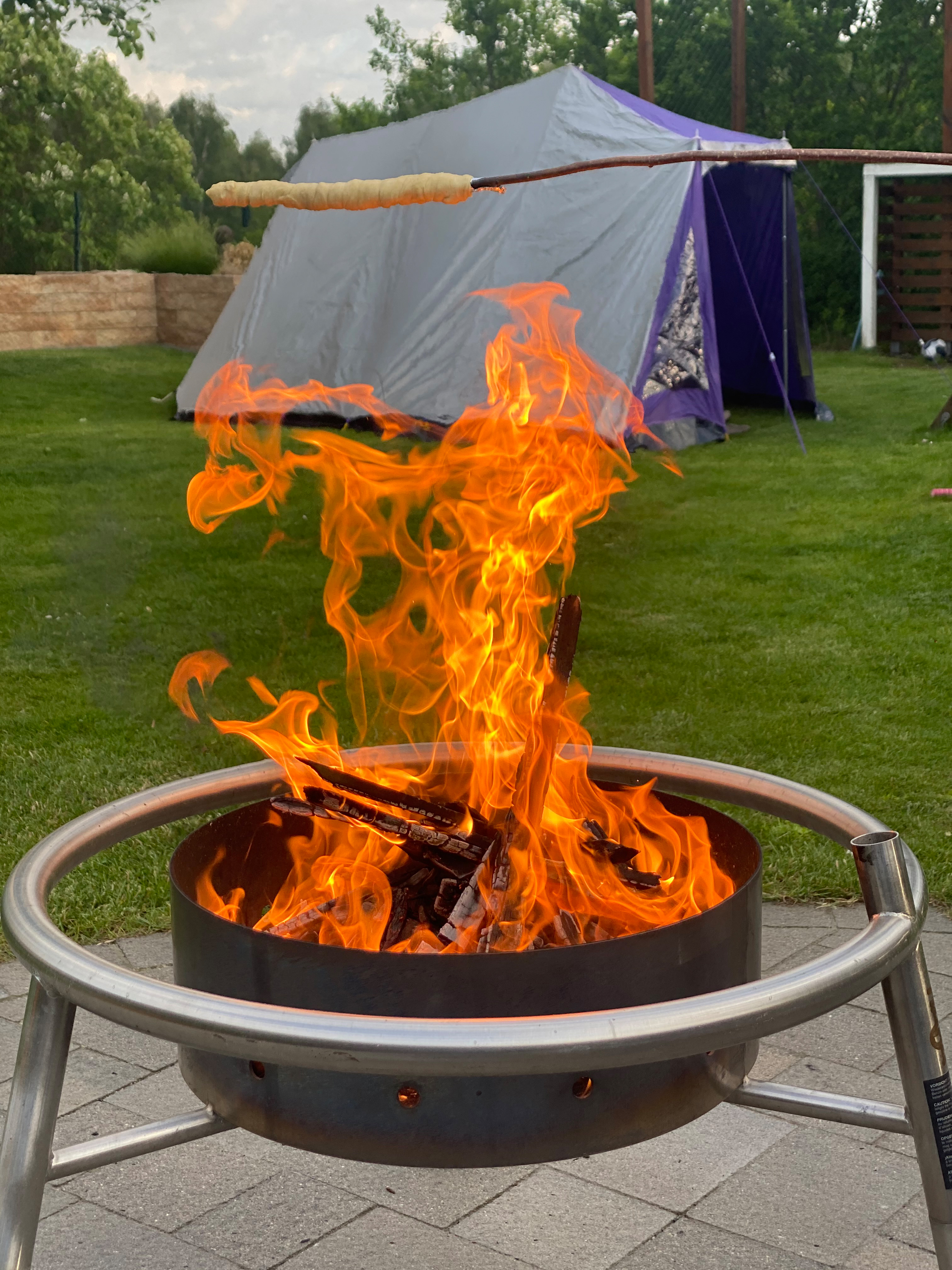
Stockbrot backen über Feuerstelle

Als Stockbrot wird eine Brotsorte bezeichnet, bei der der Teig, häufig ein Hefeteig, um einen Stock gewickelt und über der Glut eines offenen Feuers gebacken wird.
Das Backen von Stock- bzw. Knüppelbrot ist beliebt auf Volks- und Familienfesten, bei Kindergeburtstagen und auf Schulfahrten zu jeder Jahreszeit, ob im Sommer, im Winter oder beim Osterfeuer. Oft wird eine Variante von Mini-Stockbrot auf Mittelalter- oder Weihnachtsmärkten angeboten.
In der Schweiz wird es auch Schlangenbrot genannt, im Osten Deutschlands ist es als Knüppelbrot, Knüppelkuchen (nicht zu verwechseln mit der seit Ende des 19. Jahrhunderts bekannten (ostfriesischen) Knüppeltorte, die mitunter auch als Knüppelkuchen bezeichnet wird) oder Knüppelteig bekannt.

## Herstellung
Zur Zubereitung von Stockbrot wird ein Ast eines nicht giftigen Baumes, wie zum Beispiel der Haselnuss, Buche oder Weide, an einem Ende von der Rinde befreit. Nadelhölzer sollten aufgrund ihrer leichten Brennbarkeit gemieden werden. Alternativ oder ergänzend kann auch Aluminiumfolie um den Ast gewickelt werden.
Aus einer Teigmenge in der Größe eines Tennisballes wird eine Schlange geformt und anschließend entweder spiralförmig oder umschlagartig auf den Stock aufgebracht. Die Spitze des Astes sollte von Teig bedeckt sein, damit er nicht zu brennen beginnt. Die normale Backzeit liegt bei 10 bis 15 Minuten. Der Stock sollte nicht ins Feuer gehalten werden, damit das Brot nicht verkohlt. Alternativ zum offenen Lagerfeuer können auch Backöfen oder Garten-Grillgeräte genutzt werden.
Bei einer herzhaften Variante wird dem Teig in Stückchen geschnittener Schinken bzw. Speck hinzugefügt. Ebenso kann der Teig auch mit Puderzucker gesüßt werden oder aber das gebackene Brot mit Pflaumenmus oder Konfitüre (Knüppelkuchen) gegessen werden.

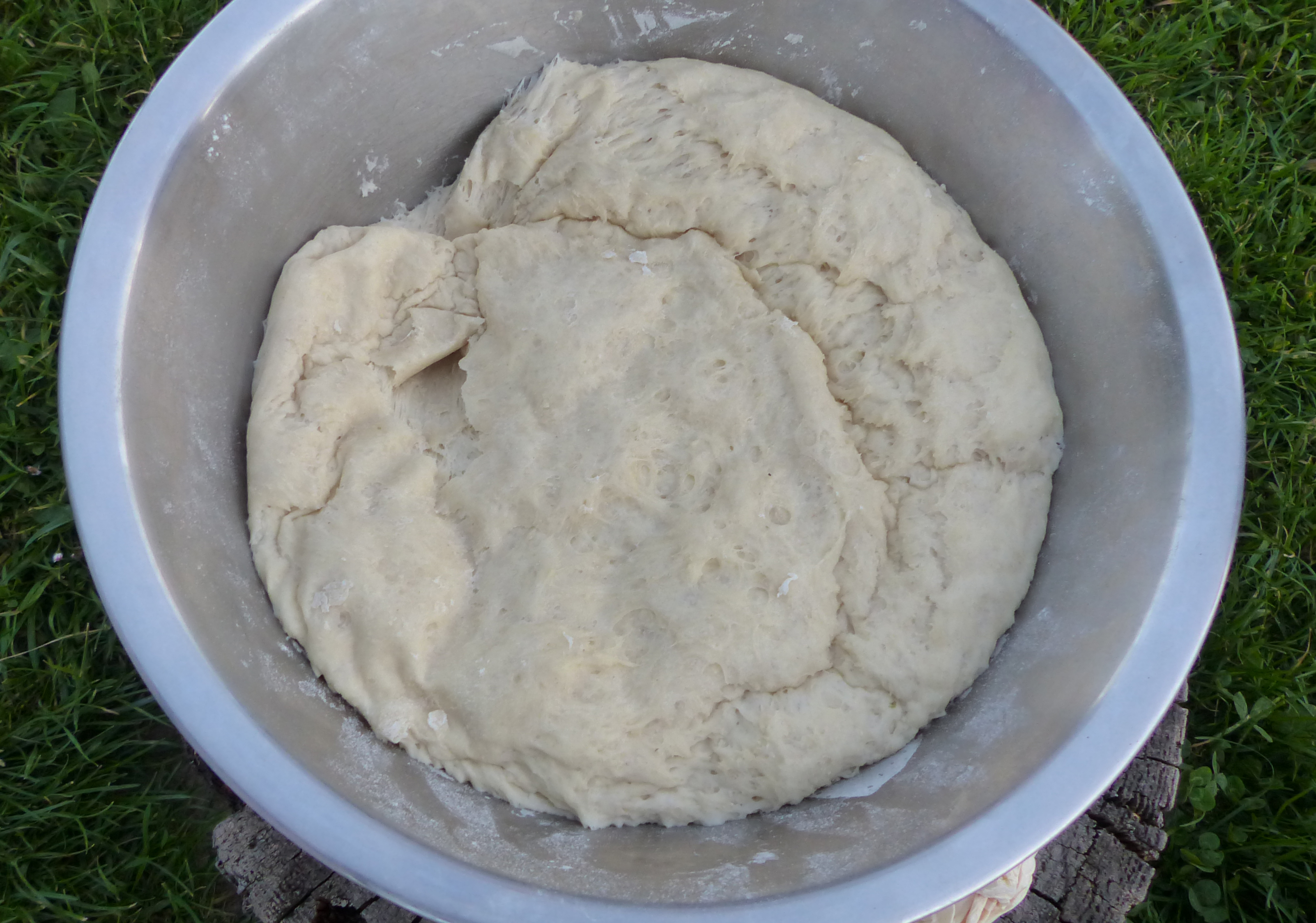
Hefeteig für Stockbrot
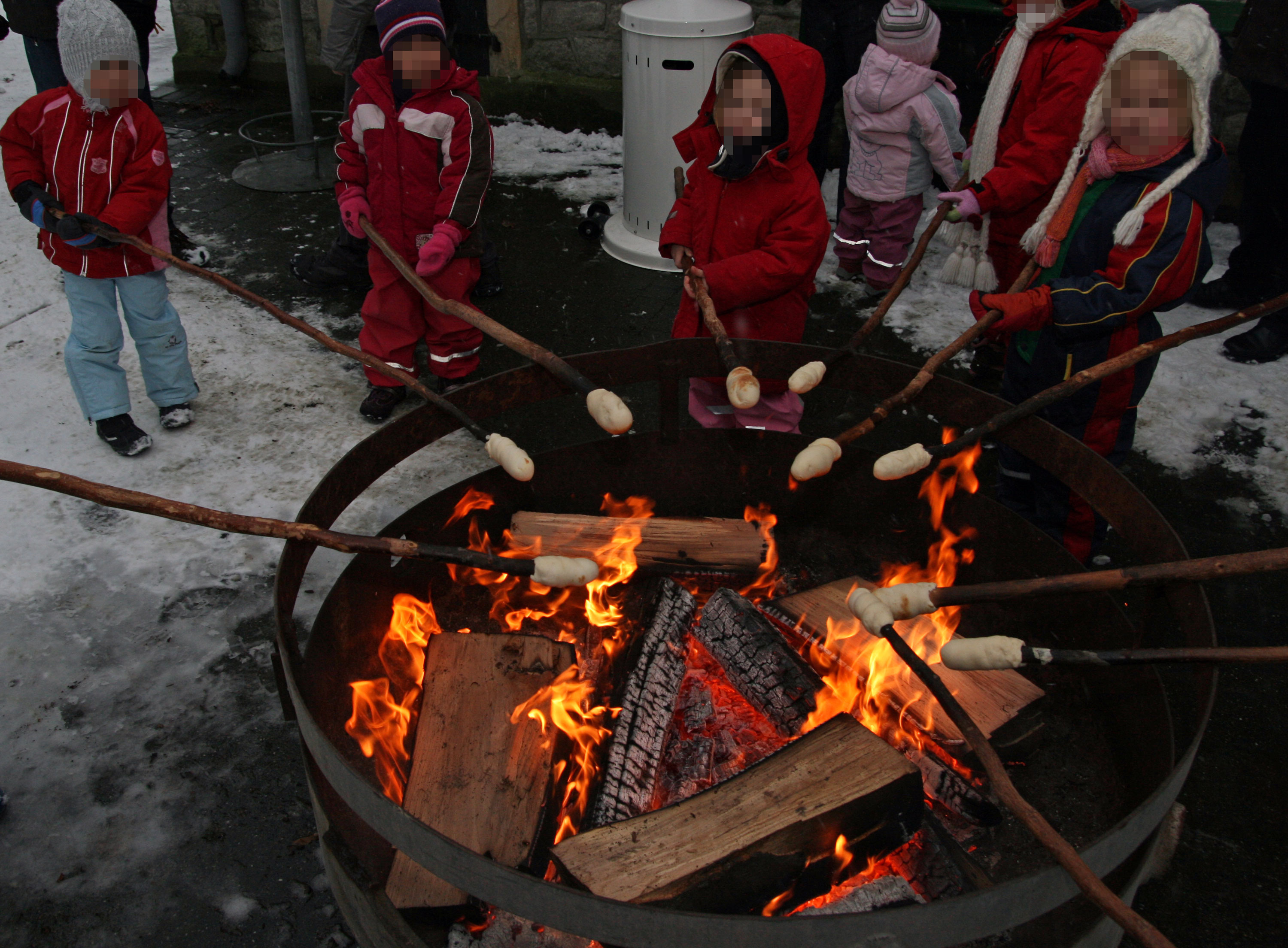
Stockbrot backen im Winter
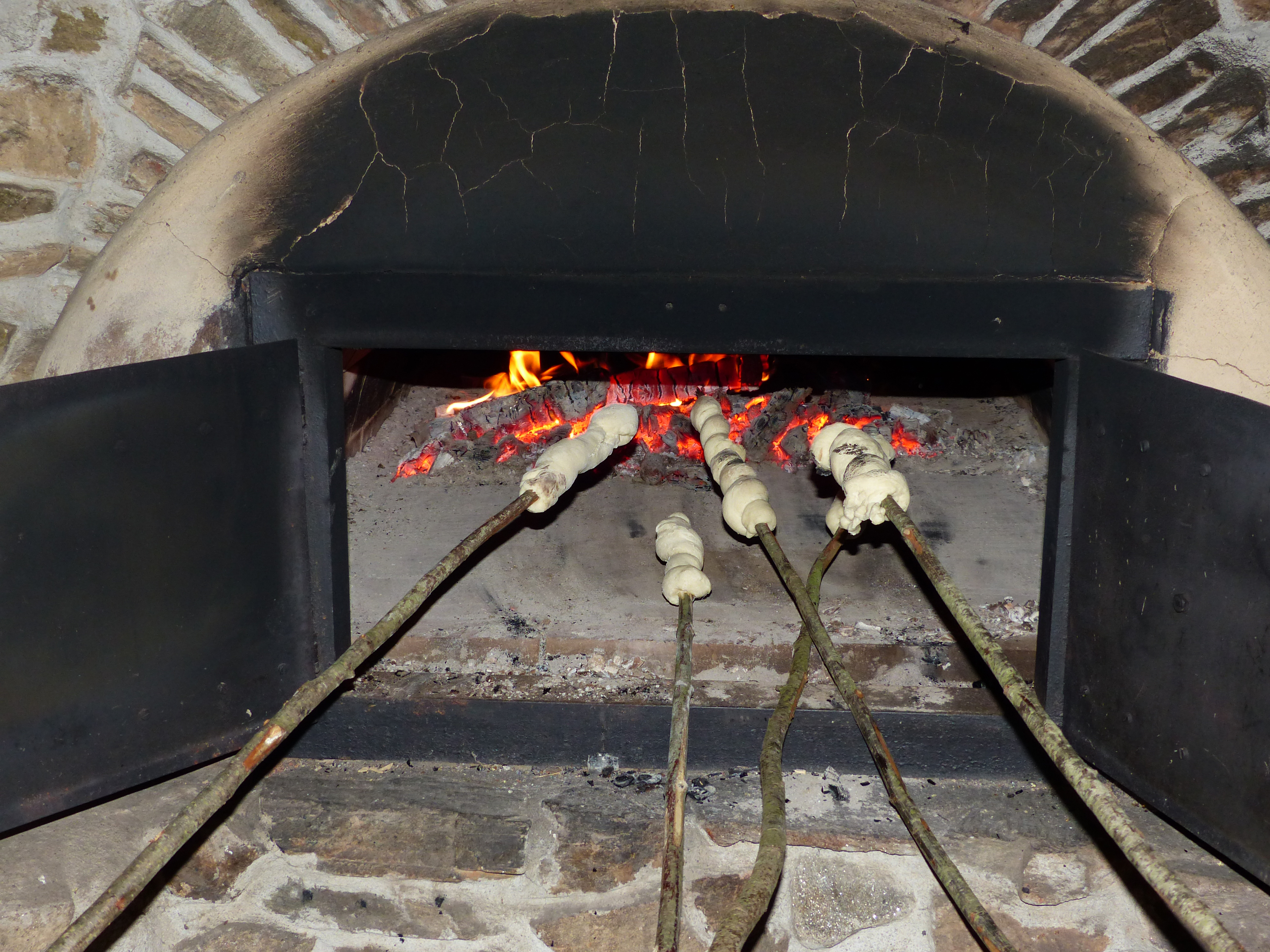
Stockbrot backen im Backofen
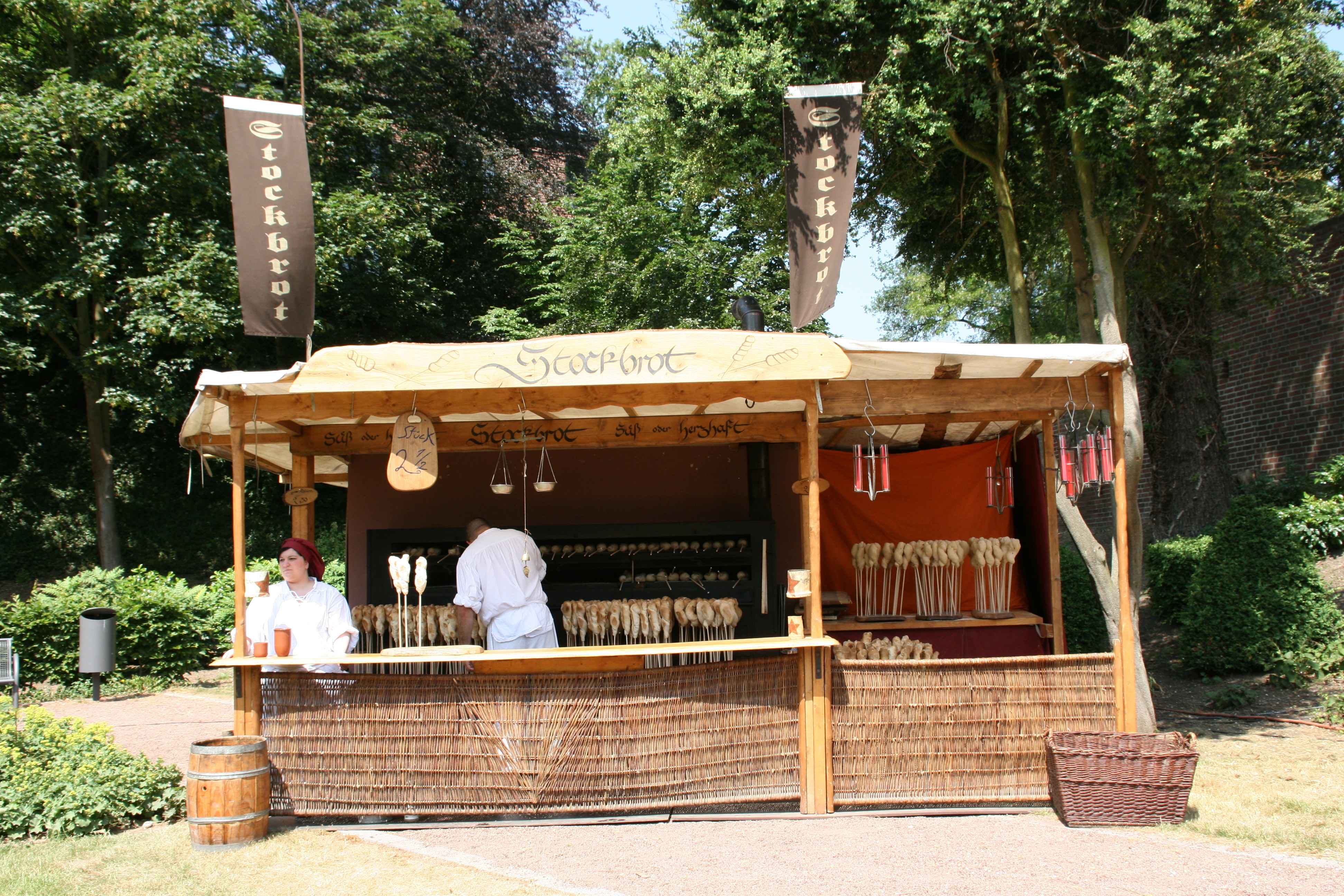
Mini-Stockbrot-Spieße auf Volksfest